# Sackers Green
Sackers Green är en by (hamlet) i Suffolk, östra England, nära Little Cornard.